# Quadraceps charadrii
Quadraceps charadrii är en insektsart som först beskrevs av Carl von Linné 1758.  Quadraceps charadrii ingår i släktet Quadraceps och familjen fjäderlöss. Arten är reproducerande i Sverige. Utöver nominatformen finns också underarten Q. c. charadrii.